# 68式手枪
68式手槍（另一說為66式手槍），是朝鲜民主主义人民共和国生產的一種半自動手槍。

## 設計
68式是蘇聯的TT手槍的北韓製仿製品，相比起TT手槍和中国製的54式手槍，槍身較短但較粗糙，套筒後部的防滑齒為傾斜設計，內部結構亦有較大變動。
雖然68式仍採用偏移閉鎖方式，但槍管下方去掉了鉸鏈結構，採用更為簡單的凸耳式，類似於比利時FN公司二戰前設計的白朗寧HP自動手槍。

## 歷史
朝鮮民主主義人民共和國在建國後透過蘇聯軍援獲得大量蘇制武器，當中包括TT-33手槍。他們於1968年推出自主設計的「68式」，該槍為TT手槍配合約翰·白朗寧的設計原素的產物。雖名為68式，但韓國軍方曾經從北韓特工手上繳獲過刻上「1966年」字樣的仿製TT手槍，故不排除北韓在更先前已開始仿製該槍。
目前朝鮮人民軍的前蘇聯產TT手槍和中國仿製品51式／54式手槍均已退役，而裝甲部隊和一線陸軍則仍在使用68式手槍，且北韓的兵工廠至今仍在生產68式。除了軍用，68式也被北韓警察廣泛使用。為了賺取外貿，北韓政府亦有把68式用作出口，除了賣給越南等第三世界國家的軍隊和警察外還賣給了日本和中華人民共和國南方的黑幫和犯罪集團。

## 使用國
- 馬爾他[1]
- 越南

### 引用
1. ↑  .   [2016-02-22]. （原始内容存档于2016-03-12）.